# Hadena moerens
Hadena moerens är en fjärilsart som beskrevs av Butler 1882. Hadena moerens ingår i släktet Hadena och familjen nattflyn. Inga underarter finns listade i Catalogue of Life.